# Гучи, Людевит
Людевит Гучи (хорв. Ljudevit Gutschy; 19 октября 1874, Сисак — 26 июня 1961, Загреб) — хорватский и югославский бактериолог, микробиолог и преподаватель. Известен как создатель первых в Хорватии вакцин против тифа и бешенства и основатель первого хорватского химико-микробиологического института.

## Биография
Людевит Гучи родился в октябре 1874 года, в городе Сисак, где получил начальное образование. Покинув родной город, и окончив одну из гимназий в Загребе, он поступил в Грацский университет, после окончания учёбы на медицинском факультете которого, Гучи на два следующих года занял в его стенах должность ассистента профессора Рудольфа Клеменсиевича. В 1902 году, после года работы врачом в хорватской столице, Гучи по указанию правительства отправился в Институт Пастера в Париже для того, чтобы приобрести начальные знания в области бактериологии, которые хорватские власти хотели использовать при создании будущего бактериологического института. Однако, спустя год пребывания в Париже, Гучи из-за прекращения государственного финансирования его миссии был вынужден покинуть Францию и отправиться в Вену, где занялся изучением зоонозных инфекций и приобрёл опыт в проведении вакцинации против бешенства. Следующей европейской столицей, где Гучи получил новые знания, стал Берлин, в котором он некоторое время изучал микробиологию и биохимию в Королевском институте инфекционных заболеваний.
В Загреб Людевит вернулся только в 1907 году. В этом же году он основал первый в Хорватии медицинский химико-микробиологический институт, представляющий из себя небольшую частную лабораторию, где Гучи самостоятельно проводил исследования, писал труды для научных журналов и в качестве главного редактора занимался составлением научно-популярного журнала Priroda. В 1913 году на его институт обратило внимание хорватское правительство, за этим последовали щедрые дотации и создание на базе лаборатории «Королевского гигиено-микробиологического института». Гучи, занявший в институте должность директора, продолжил заниматься исследованиями и вскоре представил миру первую хорватскую вакцину против тифа, с помощью которой удалось остановить вспыхнувшую в то время эпидемию этого заболевания в Королевстве Славония.
Во время службы полковым врачом на полях сражений Первой мировой войны Людевит Гучи осознал, что его Родина нуждается в собственном медицинском институте, который бы занимался проблемой вируса бешенства. С этим осознанием он в 1919 году создал такой институт в Загребе, в стенах которого им вскоре была создана первая в Хорватии вакцина от бешенства. В 1920 году Гучи пополнил преподавательский штат Загребского университета, где вёл лекции вплоть до 1941 года, когда после получения звания профессора он ушёл в отставку. Покинув университет, Гучи вернулся в созданный им химико-микробиологический институт, где занимался уже не созданием вакцин, а исследованиями, связанными с сельскохозяйственными культурами.